# Distretto di Mporokoso
Il distretto di Mporokoso è un distretto dello Zambia, parte della Provincia Settentrionale.
Il distretto comprende 22 ward:
- Bwandela
- Chikulu
- Chimpolonge
- Chisha Mwamba
- Isenga
- Kalungwishi
- Kanyanta
- Kapumo
- Kasanshi
- Luangwa
- Lubushi
- Lumangwe
- Lunte
- Mabale
- Malaila
- Malambwa
- Masonde
- Mikomba
- Muchinga
- Mumbuluma
- Mutotoshi
- Nchelenge